# 1942-es magyar vívóbajnokság
Az 1942-es magyar vívóbajnokság a harmincnyolcadik magyar bajnokság volt. A férfi tőrbajnokságot március 29-én rendezték meg Budapesten, a BBTE tornacsarnokában, a párbajtőrbajnokságot május 10-én Budapesten, a HTVK Váci utcai vívótermében, a kardbajnokságot május 17-én Budapesten, a Nemzeti Sportcsarnokban, a női tőrbajnokságot pedig május 14-én Budapesten, a Műegyetemen.

## Eredmények
| Versenyszám          | Arany                       | Arany | Ezüst                             | Ezüst | Bronz                      | Bronz |
| -------------------- | --------------------------- | ----- | --------------------------------- | ----- | -------------------------- | ----- |
| Férfi tőrvívás       | Dunay Pál MAC               |       | Hátszeghy József Honvéd Tiszti VK |       | Gerevich Aladár MAC        |       |
| Férfi párbajtőrvívás | Mikla Béla BBTE             |       | dr. Gözsy Sándor Honvéd Tiszti VK |       | dr. Berzsenyi Barnabás MAC |       |
| Férfi kardvívás      | Kovács Pál Honvéd Tiszti VK |       | Rajcsányi László MAC              |       | Gerevich Aladár MAC        |       |
| Női tőrvívás         | Gündisch Ingeborg BEAC      |       | Marvalits Györgyi Postás SE       |       | Buchwald Magda BBTE        |       |